# Ilpendam
Ilpendam (Westfries/ Waterlands: Illiperdam, vroeger ook Ylpendam) is een dorp in de gemeente Waterland, in de provincie Noord-Holland. Het aantal inwoners bedraagt 1.835 (in 2023).
Ilpendam is in de 12e eeuw ontstaan, toen een dam werd gelegd in het riviertje De Ilp. De naam is hiervan afgeleid. Tussen 1622 en 1872 stond er slot Ilpenstein. Tot 1991 was Ilpendam een zelfstandige gemeente. In dat jaar werd het grondgebied deels bij de gemeente Waterland gevoegd, en deels bij de gemeente Landsmeer.
Ten noorden van Ilpendam ligt de polder de Vurige Staart.
Tussen Ilpendam en Landsmeer wordt een veerdienst onderhouden over het Noordhollandsch Kanaal.

## Bezienswaardigheden
De hervormde kerk, met een orgel dat in 1728 door Nicolaas Adolf Willembroek werd gebouwd voor de Grote Kerk van De Rijp. In 1855 werd het orgel aan Ilpendam verkocht.
Te Ilpendam bevindt zich ook een door Gerrit Rietveld ontworpen woonhuis uit 1959.
In het Burgemeester van Oorschotplantsoen wordt jaarlijks het gratis toegankelijke regionale popfestival Parckpop gehouden, niet te verwarren met het Haagse Parkpop. Op het festival treden gedurende de hele dag ruim twintig regionale bands op.

## Sport
Voetbal is de populairste sport in Ilpendam, de plaatselijke voetbalclub SV Ilpendam heeft anno 2008 zo'n 300 leden (waarvan veel uit het nabijgelegen Purmerend).
De club kende zijn hoogtijdagen in de jaren zeventig, waarin het in seizoen 1978-1979 zelfs de zondaghoofdklasse wist te bereiken.
Tevens heeft Ilpendam een tennisvereniging en een fitnessruimte.

## Geboren te Ilpendam
- Piet Heyn (1856-1929), architect;
- Gonne Donker (1918-2005), schaatsster;[noot 1][2]
- Tames Visser (1918-2000), politicus;
- Henk Lakeman (1922-1975), wielrenner;
- Sita Vermeulen (1980), zangeres;
- Jolanda Marti (1984), model en televisiepresentatrice;
- Annette Gerritsen (1985), schaatsster.